# فویل (مکانیک سیالات)

## فویل (مکانیک سیالات)
فویل یک جسم جامد است که اگر با زاویه حمله مناسب در یک سیال متحرک قرار گیرد، بخاطر نوع هندسه اش باعث می شود، نیروی بالابر (نیروی ایجاد شده عمود بر جریان سیال) به‌طور قابل ملاحظه ای بزرگتر از درگ (نیروی ایجاد شده موازی با جریان سیال) شود. اگر سیال گاز باشد، فویل را ایرفویل یا آئیروفویل (airfoil ) و اگر سیال آب باشد، فویل را هیدروفویل ( hydrofoil) می نامند.

تصویر خطوط سیلان با زاویه حمله متوسط در اطراف یک ایرفویل NACA 0012 را نشان می دهد.

یک فویل در درجه اول به دلیل شکل و زاویه حمله خود باعث بالا رفتن می شود. هنگامی که فویل در یک زاویه مناسب جهت گیری می کند، سیال روبرو را منحرف می کند و در نتیجه نیرویی در جهت مخالف به فویل وارد می کند. این نیرو را می توان به دو بخش تقسیم کرد: نیروی بالابر و نیروی پسار(درگ).
با انحراف سیال در مجاورت فویل خطوط منحنی شکل ایجاد می شود که فشار کمتر در یک طرف و فشار بیشتر در طرف دیگر فویل را به همراه خواهد داشت. این اختلاف فشار و اختلاف سرعت، از طریق اصل برنولی قابل توضیح است،میدان های تشکیل شده در اطراف فویل باعث می شوند که سرعت یک سطح از فویل با سرعت سیال در سطح دیگری از فویل با یکدیگر تفاوت داشته باشند.
توصیف دقیق تری از میدان جریان توسط معادلات ساده شده ناویر-استوکس ارائه شده، که برای سیال تراکم ناپذیر قابل استفاده است. تاثیرات تراکم پذیری هوا در دماهای پایین قابل صرف نظر است. این معادلات ساده شده در ایرفویل ها در محدودهء جریان هوایی کمتر از سرعت صوت (تا حدود 0.3 ماخ) قابل استفاده می باشد. در هیدروفویل ها درسرعت های بالا، از مرتبه 50 گره (26 متر بر ثانیه) از سطح آب تا فویل  ممکن است رخ دهد.
فویل ها انواع مختلفی دارند از جمله ساده ترین آنها صفحه تخت است. هنگامی که صفحه در یک زاویه (زاویه حمله) نسبت به جریان قرار می گیرد، سیال عبوری که در حال عبور از روی و زیر آن است را منحرف می کند و این انحراف منجر به تولید نیروی بالابر روی صفحه می شود. همزمان با تشکیل نیروی بالابر مقدار زیادی نیروی پسار یا همان درگ نیز ایجاد می شود. یکی از مهم ترین اصول طراحی فویل ها طراحی آن به گونه ای است که نیروی پسار(درگ) را به حداقل میزان ممکن برساند، چراکه یک صفحه صاف نیز میتواند نیروی بالابر را بالقوه ایجاد کند.
بهترین نمونه را می توان در طراحی سکان هواپیما یا قایق مشاهده کرد.در طراحی این سازه سعی می شود نیروی درگ را در موقعیت خثنی وسیله نقلیه مد نظر تا حتی‌الامکان کاهش داد. در تمامی فویل ها، چه آنهایی که در طبیعت وجود دارند و چه آنهایی که ساخته دست بشر هستند،باعث می شوند تا نیروی درگ، شرایط واماندگی و جدایش جریان در موقعیت های مختلف قابل کنترل شوند.
وزنی که یک فویل می تواند بلند کند متناسب با ضریب بالابری، چگالی سیال، مساحت فویل و مجذور سرعت آن است. در جدول زیر میزان بالابری یک صفحه تخت با دهانه 10 متر و مساحت 10 متر مربع در حال حرکت با سرعت 10 متر بر ثانیه در ارتفاع 11 کیلومتری ازسطح زمین تا عمق 10کیلومتری دریا نمایش داده شده است. با کاهش ارتفاع تراکم هوا در نزدیکی سطح زمین افزایش می یابد، داده ها اینگونه نشان می دهند که با کاهش ارتفاع از سطح زمین میزان نیروی بالابر نرخ افزایشی داشته است.
```
ارتفاع 11 کیلومتری: 1.0 (مبدا مقایسه)
```

```
ارتفاع 5 متری: 3.4
```

```
در سطح زمین: 4.1
```

```
سطح آب : 1,280
```

```
غوطه ور در آب: 1,420
```

```
عمق 5 متری از سطح آّب: 2,840
```

```
عمق 10 کیلومتری از سطح آّب: 2,860
```

1. 1 2  the effect of the wing is to give the air stream a downward velocity component. The reaction force of the deflected air mass must then act on the wing to give it an equal and opposite upward component." In: Halliday, David; Resnick, Robert, Fundamentals of Physics 3rd Edition, John Wiley & Sons, p. 378
2. ↑  «If the body is shaped, moved, or inclined in such a way as to produce a net deflection or turning of the flow, the local velocity is changed in magnitude, direction, or both. Changing the velocity creates a net force on the body" "Lift from Flow Turning". NASA Glenn Research Center. Archived from the original on 2011-07-05. Retrieved 2011-06-29».
3. ↑  «The cause of the aerodynamic lifting force is the downward acceleration of air by the airfoil..." Weltner, Klaus; Ingelman-Sundberg, Martin, Physics of Flight - reviewed, archived from the original on 2011-07-19».
4. ↑  .if a streamline is curved, there must be a pressure gradient across the streamline..."Babinsky, Holger (November 2003), "How do wings work?" (PDF), Physics Education, 38 (6): 497–503, Bibcode:2003PhyEd..38..497B, doi:10.1088/0031-9120/38/6/001, S2CID 1657792.
5. ↑  the low-speed flow of air, where V < 100 m/s (or V < 225 mi/hr) can also be assumed to be incompressible to a close approximation." in Anderson, John D. Jr. Introduction to Flight 4th ed McGraw-Hill 2000 ISBN 0-07-109282-X pg 114.
6. ↑  O.M. Faltinsen (2005), Hydrodynamics of High-Speed Marine Vehicles, {Cambridge University Press}, pp. 169–173, 208–209, doi:10.1017/CBO9780511546068, ISBN 9780521845687, LCCN 2005006328
7. ↑  A flat plate held at the proper angle of attack does generate lift, but also generates a lot of drag. Sir George Cayley and Otto Lilienthal during the 1800s showed that curved surfaces generate more lift and less drag than flat surfaces." http://quest.nasa.gov/aero/planetary/atmospheric/aerodynamiclift.html Archived 2011-10-27 at the Wayback Machine
8. ↑  NASA. "What is lift?". Archived from the original on March 9, 2009. Retrieved July 5, 2011.
9. ↑  Lifted_Weight_as_a_Function_of_Altitude_and_Depth_by_Rolf_Steinegger https://doi.org/10.21256/zhaw-4058

External links